# 三金工程
所谓“三金”工程，即指“金桥、金关、金卡”三个工程。其中金桥指现代化信息基础设施建设；金关指海关报关业务的电子化；金卡是指以电子货币应用为主的各类卡基应用系统。是在1993年3月12日，由中共中央政治局常委、国务院副总理朱鎔基提出的，所针对的情况是信息工程建设日益突出的紧迫性。